# Infundibulum (étrusque)
Pour les articles homonymes, voir infundibulum (homonymie).
Dans l'Antiquité, l'infundibulum (ou infundibula)  est un filtre à vin, dont une partie est en forme d'entonnoir. Il est équipé d'un filtre amovible  et il est manié par un manche en bronze.
Le filtre à vin servait à  retirer les résidus des substances qu'on avait mêlé au vin pour en modifier le goût, comme la  résine ou le fromage.

## Archéologie
Ils sont réputés d' invention   étrusque  de la seconde moitié du VIe siècle av. J.-C. et ont été largement utilisés par les Grecs, car différents modèles ont été retrouvés à Olympie (Musée d'Olympie no 12894), à Argos, Éphèse...
Les différences entre les modèles sont liées directement aux régions des lieux de production du vin (Musée archéologique de Florence, no 1537), 